# Мікко Коскінен
Мікко Коскінен (фін. Mikko Koskinen; нар. 18 липня 1988, Вантаа) — фінський хокеїст, воротар клубу НХЛ «Едмонтон Ойлерс». Гравець збірної команди Фінляндії.

## Ігрова кар'єра
Хокейну кар'єру розпочав 2006 року захищаючи кольори місцевого клубу «Кіекко-Вантаа». Влітку 2007 переходить до команди «Еспоо Блюз» і відіграє за клуб з Еспоо два сезони виступаючи як за молодіжний склад так і основний.
2009 року був обраний на драфті НХЛ під 31-м загальним номером командою «Нью-Йорк Айлендерс» перебирається до Північної Америки, де 13 липня 2009 підписує трирічний контракт з «Айлендерс» та починає виступати за фарм-клуб «Бріджпорт Саунд Тайгерс» (АХЛ). З 19 березня 2010 виступає за «Юта Гріззліс» (ХЛСУ). А в серії плей-оф він відіграє за обидві команди «Саунд Тайгерс» і «Гріззліс».
8 лютого 2011 дебютує в НХЛ у матчі проти «Монреаль Канадієнс», поступились 3-5. Через два дні здобув і першу перемогу над тим же «Монреаль Канадієнс» в овертаймі 4-3.
12 листопада 2011 року Коскінен повернувся до Фінляндії, підписавши контракт з КалПа.
З 2013 Мікко виступає в КХЛ, де спочатку захищає кольори «Сибіру», а через два роки СКА (Санкт-Петербург).
1 травня 2018 укладає однорічний контракт з клубом НХЛ «Едмонтон Ойлерс» на суму $2.5 мільойна доларів.
21 січня 2019 укладаєтрирічний контракт з «нафтовиками» на $13.5 мільйона доларів.

## На рівні збірних
З 2014 року залучається до лав національної збірної Фінляндії. Брав участь в двох чемпіонатах світу 2014, 2016 років та Олімпійських іграх 2018.
Переможець Єврохокейтуру 2017–2018.

## Нагороди та досягнення
- Володар Кубка Гагаріна в складі СКА (Санкт-Петербург) — 2015.
- Чемпіон Росії в складі СКА (Санкт-Петербург) — 2017.

## Статистика

### Клубні виступи
| 2006–07        | «Кіекко-Вантаа»           | Jr. A          | 27  | 16  | 8  | 3  | 1567  | 62  | 3  | 2.37 | .927  | —  | —  | —  | —    | —   | —  | —    | —    |
| 2007–08        | «Еспоо Блюз»              | Jr. A          | 20  | 12  | 4  | 4  | 1176  | 45  | 2  | 2.30 | .907  | 2  | 0  | 2  | 81   | 7   | 0  | 5.18 | —    |
| 2007–08        | «Еспоо Блюз»              | СМ-Л           | 1   | 1   | 0  | 0  | 60    | 0   | 1  | 0.00 | 1.000 | —  | —  | —  | —    | —   | —  | —    | —    |
| 2008–09        | «Еспоо Блюз»              | Jr. A          | 9   | 9   | 0  | 0  | 545   | 15  | 2  | 1.65 | .930  | —  | —  | —  | —    | —   | —  | —    | —    |
| 2008–09        | «Еспоо Блюз»              | СМ-Л           | 33  | 17  | 9  | 7  | 1921  | 61  | 1  | 1.91 | .932  | 14 | 6  | 8  | 856  | 37  | 0  | 2.59 | .912 |
| 2009–10        | «Бріджпорт Саунд Тайгерс» | АХЛ            | 2   | 1   | 1  | 0  | 123   | 5   | 0  | 2.45 | .902  | 3  | 1  | 1  | 147  | 7   | 0  | 2.85 | .900 |
| 2009–10        | «Юта Гріззліс»            | ХЛСУ           | 6   | 6   | 0  | 0  | 360   | 15  | 0  | 2.50 | .924  | 4  | 2  | 1  | 0    | 172 | 10 | 3.49 | .899 |
| 2010–11        | «Бріджпорт Саунд Тайгерс» | АХЛ            | 36  | 12  | 21 | 1  | 2063  | 120 | 0  | 3.49 | .892  | —  | —  | —  | —    | —   | —  | —    | —    |
| 2010–11        | «Нью-Йорк Айлендерс»      | НХЛ            | 4   | 2   | 1  | 0  | 208   | 15  | 0  | 4.33 | .873  | —  | —  | —  | —    | —   | —  | —    | —    |
| 2011–12        | «Бріджпорт Саунд Тайгерс» | АХЛ            | 3   | 0   | 2  | 0  | 149   | 7   | 0  | 2.82 | .909  | —  | —  | —  | —    | —   | —  | —    | —    |
| 2011–12        | КалПа                     | СМ-Л           | 25  | 13  | 5  | 4  | 1382  | 53  | 5  | 2.30 | .917  | 6  | 3  | 2  | 323  | 12  | 2  | 2.23 | .890 |
| 2012–13        | КалПа                     | СМ-Л           | 49  | 21  | 15 | 13 | 2953  | 101 | 7  | 2.05 | .919  | 5  | 1  | 4  | 295  | 10  | 1  | 2.03 | .936 |
| 2013–14        | «Еспоо Блюз»              | Лійга          | 2   | 1   | 0  | 1  | 121   | 5   | 0  | 2.47 | .915  | —  | —  | —  | —    | —   | —  | —    | —    |
| 2013–14        | «Сибір»                   | КХЛ            | 41  | 20  | 11 | 8  | 2361  | 67  | 3  | 1.70 | .939  | 10 | 4  | 5  | 607  | 20  | 1  | 1.98 | .928 |
| 2014–15        | «Сибір»                   | КХЛ            | 29  | 16  | 11 | 1  | 1564  | 58  | 3  | 2.22 | .921  | —  | —  | —  | —    | —   | —  | —    | —    |
| 2014–15        | СКА (Санкт-Петербург)     | КХЛ            | 21  | 9   | 8  | 2  | 1270  | 40  | 1  | 1.89 | .927  | 22 | 16 | 6  | 1377 | 37  | 3  | 1.61 | .936 |
| 2015–16        | СКА (Санкт-Петербург)     | КХЛ            | 41  | 20  | 18 | 0  | 2379  | 96  | 3  | 2.42 | .915  | 15 | 8  | 7  | 981  | 24  | 5  | 1.47 | .949 |
| 2016–17        | СКА (Санкт-Петербург)     | КХЛ            | 23  | 14  | 6  | 3  | 1387  | 48  | 3  | 2.08 | .916  | 15 | 12 | 1  | 913  | 25  | 1  | 1.64 | .938 |
| 2017–18        | СКА (Санкт-Петербург)     | КХЛ            | 29  | 22  | 4  | 1  | 1718  | 45  | 5  | 1.57 | .937  | 15 | 10 | 5  | 924  | 25  | 4  | 1.62 | .935 |
| 2018–19        | «Едмонтон Ойлерс»         | НХЛ            | 55  | 25  | 21 | 6  | 2992  | 146 | 4  | 2.93 | .906  | —  | —  | —  | —    | —   | —  | —    | —    |
| Усього в Лійга | Усього в Лійга            | Усього в Лійга | 108 | 52  | 29 | 25 | 6316  | 215 | 14 | 2.04 | .928  | 25 | 10 | 14 | 1474 | 59  | 3  | 2.40 | .914 |
| Усього в КХЛ   | Усього в КХЛ              | Усього в КХЛ   | 184 | 101 | 58 | 15 | 10680 | 354 | 18 | 1.99 | .926  | 77 | 50 | 24 | 4801 | 131 | 14 | 1.64 | .938 |
| Усього в НХЛ   | Усього в НХЛ              | Усього в НХЛ   | 59  | 27  | 22 | 6  | 3200  | 161 | 4  | 3.02 | .904  | —  | —  | —  | —    | —   | —  | —    | —    |

### Збірна
| Рік                | Команда            | Турнір             | Місце              | І  | В  | П | OT | Хв  | ПГ | ІБГ | ПГГ  | %ВК  |
| ------------------ | ------------------ | ------------------ | ------------------ | -- | -- | - | -- | --- | -- | --- | ---- | ---- |
| 2014               | Фінляндія          | ЧС                 | 2                  | 1  | 0  | 1 | 0  | 58  | 4  | 0   | 4.12 | .846 |
| 2016               | Фінляндія          | ЧС                 | 2                  | 8  | 7  | 1 | 0  | 479 | 9  | 1   | 1.13 | .947 |
| 2018               | Фінляндія          | ОІ                 | 6-е                | 5  | 3  | 2 | 0  | 297 | 8  | 0   | 1.62 | .931 |
| Національна збірна | Національна збірна | Національна збірна | Національна збірна | 14 | 10 | 4 | 0  | 834 | 21 | 1   | 1.52 | .932 |